# Arthur Maia
Arthur Maia (ur. 13 października 1992, zm. 28 listopada 2016) – brazylijski piłkarz występujący na pozycji pomocnika.

## Kariera piłkarska
Od 2011 do 2016 roku występował w Vitoria, Joinville, América, CR Flamengo, Kawasaki Frontale i Chapecoense.

## Śmierć
Zginął w katastrofie samolotu LaMia Airlines 2933.